# Angélica Malinverno
Angélica Malinverno (Caxias do Sul, 5 de julho de 1989) é uma jogadora de voleibol brasileira. Atuando na posição de central, integrou a seleção brasileira medalhista de prata nos Jogos Pan-Americanos de Toronto, em 2015.

## Carreira
Natural do Rio Grande do Sul, Angélica  iniciou os treinos no voleibol por incentivo do seu avô, com apenas 11 anos. Em seguida fez um teste e passou a fazer parte da equipe da Universidade de Caxias do Sul, permanecendo entre 2001 e 2004. Integrou o elenco do Finasa/Osasco de 2005 a 2008.
Na categoria adulta, a central defendeu as cores do Praia Clube no período de 2008 a 2012. Seu desempenho no clube foi reconhecido pelo técnico da Seleção Brasileira (José Roberto Guimarães), que a convidou para compor o time sob o seu comando, o hoje extinto Vôlei Amil/Campinas, no qual permaneceu por duas edições da Superliga (2012/2013 e 2013/2014). Na temporada seguinte (2014/2015), Angélica assinou contrato com o Brasília Vôlei, mudando para o Sesi-SP na temporada posterior.
Em 2004 foi convocada para a Seleção Brasileira Infanto-Juvenil. Compôs o grupo que foi campeão Sul-Americano Juvenil em 2006 e também esteve relacionada em 2007, apesar de não ter se juntado à equipe final. Sofreu uma lesão no joelho esquerdo (ruptura parcial do ligamento cruzado anterior) em 2013 enquanto treinava pela Seleção, o que a impediu de jogar durante 12 meses. Angélica foi novamente convocada para defender as cores do seu país nos Jogos Pan-Americanos de Toronto, em 2015, conquistando a medalha de prata.
Como reconhecimento de seu talento, Angélica Malinverno recebeu o Título Mérito Esportivo do Ano no Município de Farroupilha (Lei Municipal N.º 4.161/2015).
Depois de ter jogado no Vôlei Bauru, atualmente joga no Sport Lisboa e Benfica.

## Títulos e resultados

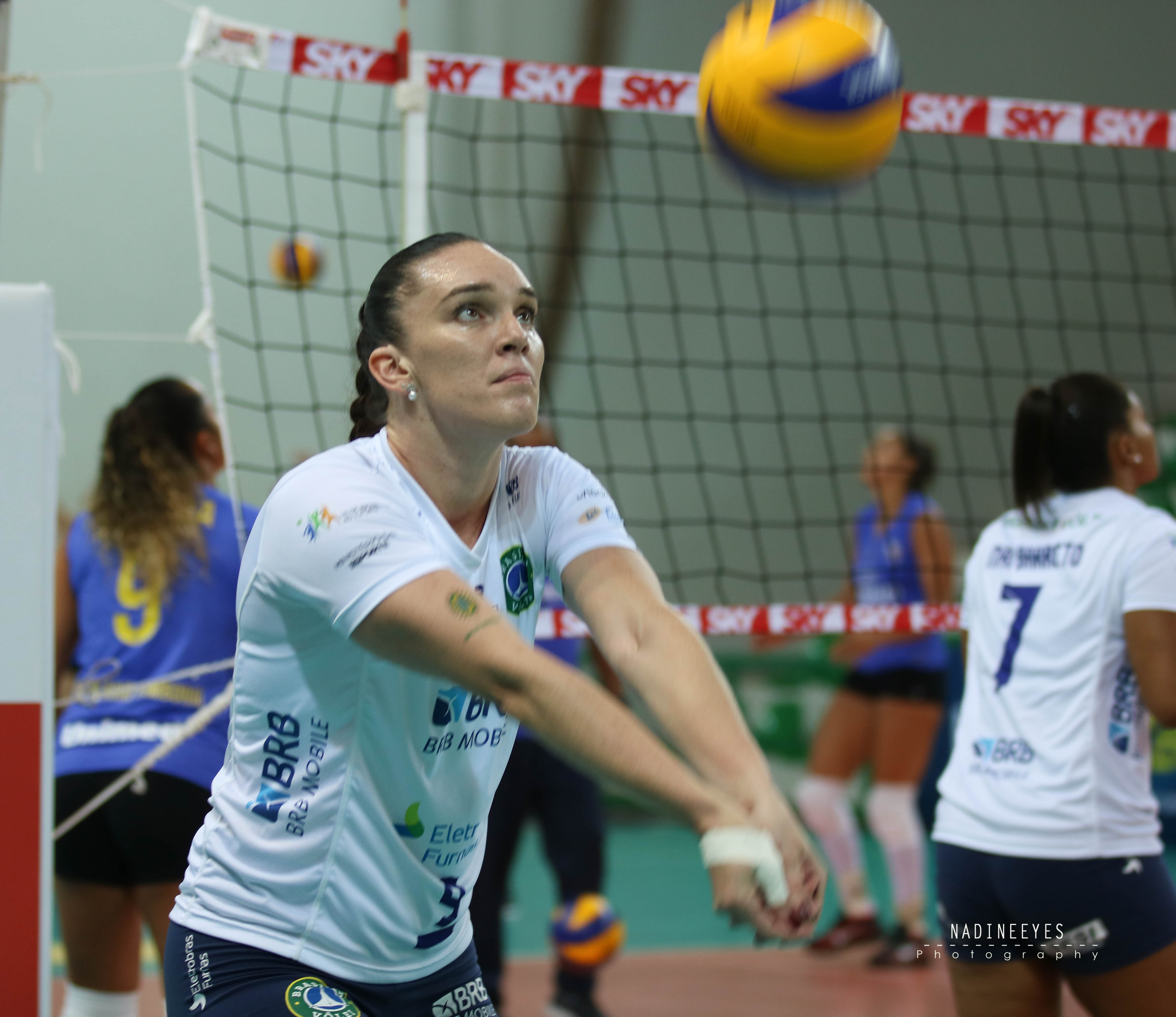
Superliga Brasileira de Voleibol Feminino de 2018–19.

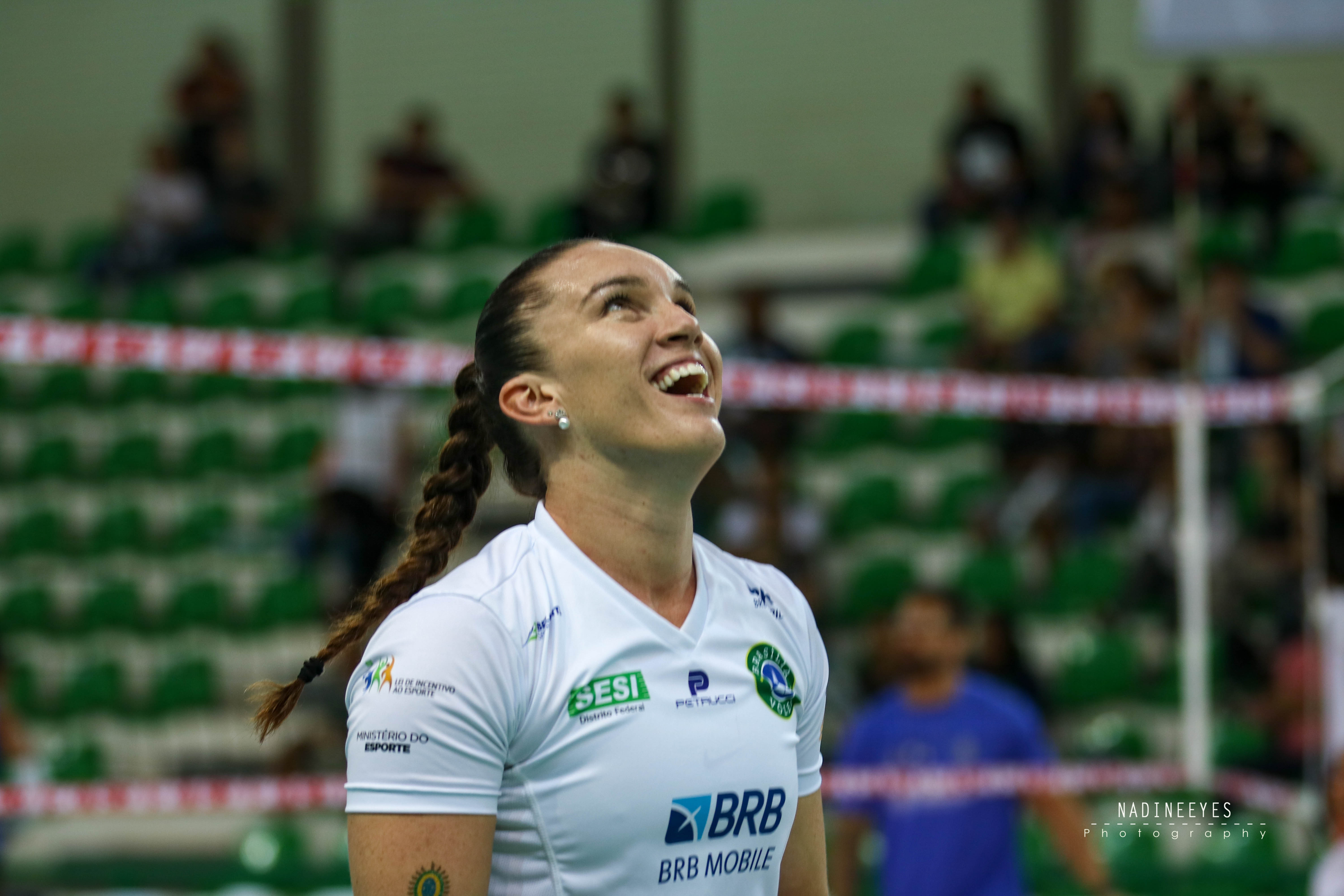
Superliga Brasileira de Voleibol Feminino de 2018–19.

| Ano  | Colocação      | Campeonato                      |
| 2023 | Campeã         | Superliga Brasileira            |
| 2023 | Vice-campeã    | Copa Brasil                     |
| 2022 | Vice-campeã    | Superliga Brasileira            |
| 2022 | Terceiro lugar | Copa Brasil                     |
| 2022 | Vice-campeã    | Campeonato Mineiro              |
| 2021 | Campeã         | Supercopa Brasileira            |
| 2021 | Campeã         | Campeonato Mineiro              |
| 2021 | Vice-campeã    | Superliga Brasileira            |
| 2021 | Vice-campeã    | Copa Brasil                     |
| 2020 | Vice-campeã    | Copa Brasil                     |
| 2021 | Vice-campeã    | Copa Brasil                     |
| 2019 | Campeã         | Campeonato Mineiro              |
| 2016 | Campeã         | Copa São Paulo                  |
| 2015 | Vice-Campeã    | Jogos Pan-Americanos de Toronto |
| 2015 | Vice-Campeã    | Paulista                        |
| 2011 | Campeã         | Jogos Abertos                   |
| 2011 | Campeã         | Mineiro                         |
| 2010 | Campeã         | Jogos Abertos                   |
| 2010 | Campeã         | Liga Nacional                   |
| 2009 | Campeã         | Jogos Abertos                   |
| 2009 | Campeã         | Jogos Abertos - Goiás           |
| 2009 | Campeã         | Jogos do Interior – MG          |
| 2008 | Campeã         | Jogos Abertos                   |
| 2007 | Campeã         | Jogos Regionais - Adulto        |
| 2007 | Campeã         | Paulista – Juvenil              |
| 2006 | Campeã         | Copa Pirapitinga                |
| 2006 | Campeã         | Paulista – Infanto              |
| 2006 | Campeã         | Sul Americana – Juvenil         |
| 2005 | Vice-Campeã    | Brasileiro – Juvenil            |
| 2004 | Campeã         | Copa RS – Infanto               |
| 2004 | Campeã         | Jogos Abertos - RS              |
| 2004 | Campeã         | Brasileiro – Juvenil            |
| 2002 | Campeã         | Copa RS – Infantil              |
| 2002 | Vice-Campeã    | Copa RS – Infanto               |
| 2001 | Campeã         | Estadual Gaúcho – Infanto       |